# Weibin, Xinxiang
Weibin är ett stadsdistrikt och säte för stadsfullmäktige i Xinxiang i Henan-provinsen i norra Kina.